# Johann Daniel Gohl

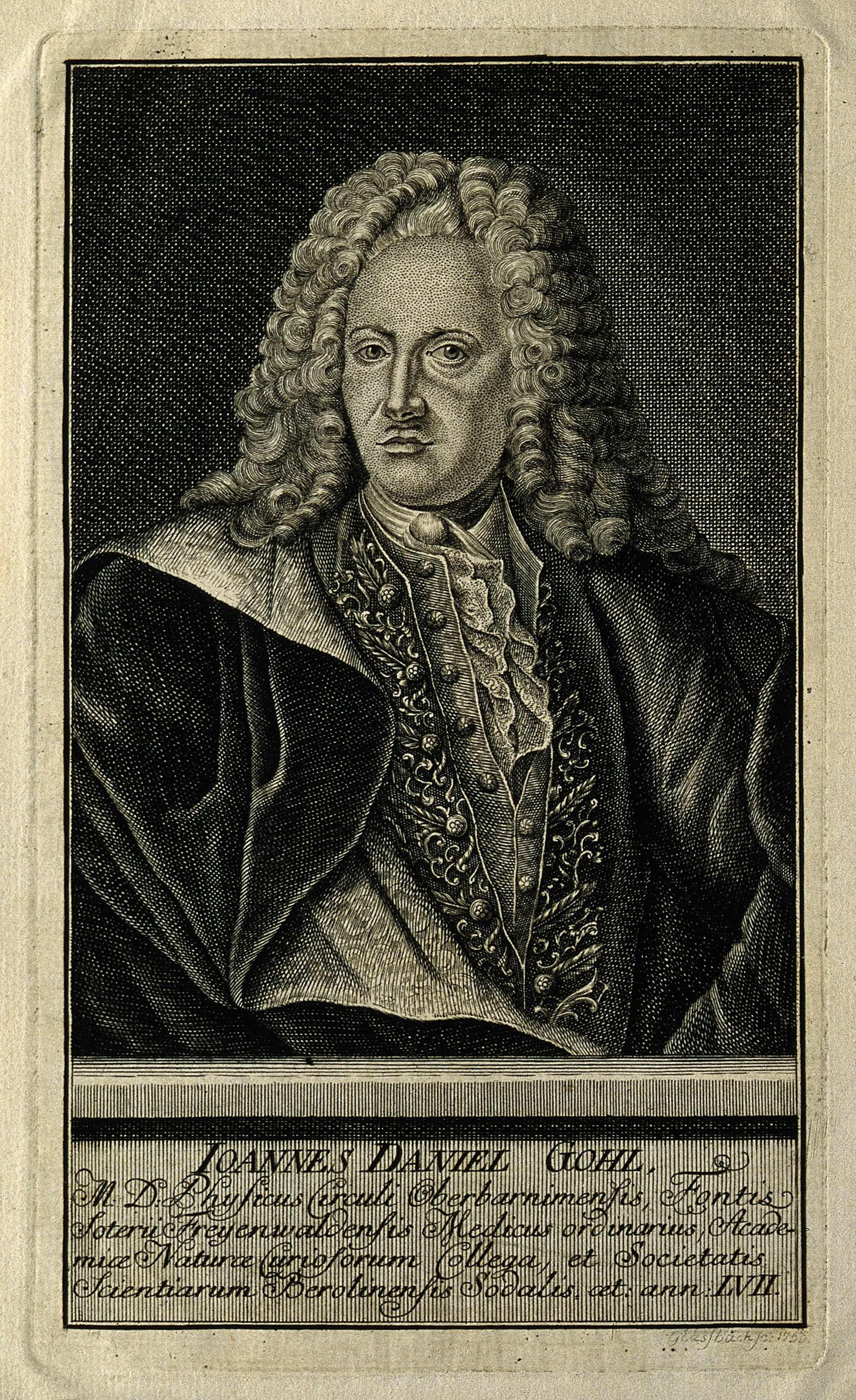
Johann Daniel Gohl, Stich von Georg Paul Busch

Johann Daniel Gohl (Pseudonyme: Caspar Melchior Blazer, Ursinus Wahrmund und Aletophilus; * 26. Juli 1674 in Berlin; † 2. April 1731 in Wriezen) war ein deutscher Mediziner, praktizierender Arzt in Berlin und Halle, Brunnenarzt in Freienwalde und Physikus im Oberbarnimschen Kreis. Zusammen mit Johann Christian Kundmann zählt Gohl als Wegbereiter der Medizinalstatistik in Deutschland.

## Leben und Wirken
Johann Daniel Gohl war der Sohn des brandenburgischen Kammermusikanten Johann Gool († 1690). Nach dem Besuch der Gymnasien zu Berlin und Halle studierte Gohl Sprachen und Jurisprudenz in Halle. Nach einer Krankheit studierte er daselbst auch ab 1696 Medizin und war dort Schüler von Georg Ernst Stahl und Friedrich Hoffmann. Im Jahr 1698 promovierte Gohl und war anschließend etwa ein Jahr als praktischer Arzt in Berlin tätig. Nach seiner Heirat wechselte er 1699 als praktischer Arzt nach Halle und hielt dort auch Vorlesungen. Dort muss er jedoch mit seinen Kollegen in Disput geraten sein und zog erneut nach Berlin. 1711 erhielt Gohl die Aufsicht über den Gesundbrunnen in Freienwalde als sogenannter Brunnenarzt und hielt sich dort während der Sommermonate auf. Im gleichen Jahr wurde er zum Mitglied der Königlich Preußischen Sozietät der Wissenschaften in Berlin ernannt. 1721 wurde er zum Physikus des Oberbarnimschen Kreises mit Amtssitz in Wriezen ernannt. Am 20. März 1723 erfolgte mit dem akademischen Beinamen Aeschryon die Aufnahme in die Leopoldina (Matrikelnummer 364).
In älteren Schriften und Biographien gilt Gohl als Anhänger Stahls, dem sein Biograph Stürzbecher aber keine weitere Beachtung schenkt. Besondere Aufmerksamkeit kommt Gohl durch die Herausgabe der ersten Berliner medizinischen Fachzeitschrift Acta medicorum Berolinensium von 1717 bis 1731 zugute. In diesen veröffentlichte Gohl bereits in der ersten Nummer eine Historia morborum Berolinensium für 1716. Zwei Jahre später kam eine Tabelle über die erkrankten und verstorbenen Soldaten der Berliner Garnison hinzu. Ab 1721 gab er dann Tabellen über Berliner Todesfälle des jeweils vorhergehenden Jahres heraus, getrennt nach Todesursachen und Monaten und mit Bemerkungen versehen. Kundmann, der eben solche Tabellen für Breslau in Johann Kanolds Sammlung von Natur- und Medicin- sowie auch dazugehöriger Kunst- und Litteratur-Geschichten veröffentlicht hatte, verband und verglich die Berliner und Breslauer Zahlen, die Johann Peter Süßmilch für sein 1741 erschienenes bahnbrechendes Werk Die Göttliche Ordnung in den Veränderungen des menschlichen Geschlechts, aus der Geburt, dem Tode und der Fortpflanzung desselben erwiesen verwendete.
Gohl war verheiratet mit Eva Victoria Eisener und hatte mit ihr zwei Söhne und zwei Töchter, von denen zu erwähnen sind: Daniel August, Buchhändler in Berlin, und Eleonore Catherine, verheiratet mit Philipp Jacob Manitius (1692–1749), Kriegsrat und späterer Bürgermeister von Königsberg.

## Werke
Unter dem Pseudonym Aletophilus/Alethophilus erschienene Werke werden teilweise anderen Autoren zugeschrieben:
- Dissertatio Medica Pathologico-Practica, De Morborum Aetatum, Fundamentis Pathologico-Therapeuticis. Chr. Henckelii, Acad. Typ., Halae Magdeburgicae 1698 (Latein, uni-goettingen.de). 39:165131H im VD 17.
- Dissertatio Inauguralis Medica De Haemorrhoidum Internarum Motu Et Ileo Haematite Hippocratis. Chr. Henckelii, Acad. Typogr., Halae Magdeb. 1698 (Latein, uni-goettingen.de). 3:318028A im VD 17.
- Joh. Dan. Gohlii. M. D. & Pr. Berolinensis, Gedancken Vom Gesunden und langen Leben des Menschen. Nebst Einer Digression auf den Spiritum Mundi und die heut-berühmte Magnesiam albam s. Panacaeam solutivam. Insonderheit aber Auf die Genealogie Der Becherischen Polychrest Pillen/ sammt deren zuverlässigen Würckung und Gebrauch. deme noch beygefüget ist Der Nutzen und Gebrauch selbst-erfundener Haupt- und Fluß-Pillen. Gotthard Schlechtiger, Berlin 1709, urn:nbn:de:bsz:14-db-id3486457675. 11432160 im VD 18.
- Tobias Schützens, Churfl. Brand. Chirurgi in Crossen Tobias Schütze, Johann Daniel Gohl: Chirurgischer Handleiter. Bey dieser Zweyten Auflage Denen Angehenden Wund-Artzten zu Gefallen/ Mit nöthigen Anmerckungen zum bessern Verstand des Autoris; Mit Neuen Betrachtungen des Kalten-Brandes/ besonders von der Blatter am Zeh/ des Glied-Wassers/ der Fisteln/ etc. Und mit offenhertziger Entdeckung unterschiedener bewehrten Geheimnüß/ Auch Unterricht/ was die Aderlaß am Fuß zu sagen habe. Vermehret Von Johann Daniel Gohlen, D. und Mit-Glied der Königl. Preußis. Societät der Wissenschaften. Johann Christoph Papen, Berlin 1714, urn:nbn:de:bvb:12-bsb11269482-9.
- D. Joh. Dan. Gohlii. S.S.S. Gantz Generale Instruction Von der Tugend und Gebrauch Des Freyenwalder Gesund-Brunnens Im Trincken und Baden, Denen Brunnen-Gästen zur nöthigen Nachricht communiciret. Johann Christoph Papen, Berlin 1716, urn:nbn:de:bsz:14-db-id3665304611. 11432195 im VD 18.
- Unterricht/ wie die meisten Kranckheiten eigentlich zu erkennen und glücklich zu curiren seyn. Ssamt einem Anhang etlicher bewährten Hauß-Mittel zum Druck befördert durch Caspar Melchior Blazern. Joh. Daniel Taubers/ sel. Erb., Nürnberg und Altdorff 1719, urn:nbn:de:bvb:29-bv009235819-0. 12231975 im VD 18.
- Compendium Novae & succinctae Praxis Clinicae Oder Kurtzer Begriff, Die Kranckheiten Nicht nur gründlich zu erkennen, sondern auch sicher und glücklich zu curiren. Nach denen allerneuesten und besten Grund-Sätzen der Medicin, und des Welt-berühmten Hrn. D. Stahls Methode mit größtem Fleiß eingerichtet, und zum Druck befördert, auch mit nöthigen Register versehen / von G. M. Blazer, M. P. T. August Martini, Leipzig 1725, urn:nbn:de:gbv:3:1-150585. 90008367 im VD 18.
- Ursini Wahrmunds, Med. Doct. Versuch Patriotischer Gedancken, Uber den von Vorurtheilen Krancken Verstand, Besonders in der Therapie der Medicorum Samt kurtzen Vorschlag wie derselbe zu curiren. Christoph Gottlieb Nicolai, Berlin 1727, urn:nbn:de:bsz:14-db-id3702828259. 11432187 im VD 18.
- D. Joh. Dan. Gohlii, Medici Provincialis circuli Barnimensis superioris & fontis Freyenwaldensis, Societat. Leopold. & Scient. Berol. Collegae, Aufrichtige Gedancken Uber den Von Vorurtheilen Krancken Verstand, Besonders in der Delicaten Materie Von den Spiritibus Animalibus, Oder so genannten Nerven-Geistern. Zum Druck befördert Durch D. Joh. Junckern, Med. Prof. publ. ordin. Verlegung des Waysenhauses, Halle 1733, urn:nbn:de:bsz:14-db-id326391118. 10227407 im VD 18.
- Joh. Daniel Gohls/ M. D. Physici des Ober-Barnimischen Crayses etc. Compendium oder Kurtze Einleitung zur Praxi Chirurgica, Dadurch einem angehenden Chirurgo ein sicherer Weg angewiesen wird, wie er die äusserlichen Krankheiten erkennen, voneinander wohl unterscheiden, davon behutsam urtheilen, und sie glücklich curiren möge. Nebst einer Vorrede von denen Eigenschafften eines guten Chirurgi kürzlich entworffen von Herrn Dr. Christoph Jacob Treu. Adam Jonathan Felßeckers seel. Erben, Nürnberg 1736, urn:nbn:de:bsz:14-db-id3471184104. 11432209 im VD 18.
- Zufällige und wohlmeynende Gedancken über die verderbte Medicin, eröffnet von Aletophilus. Johann Gottlob Laurentius, Leipzig und Görlitz 1736, urn:nbn:de:bvb:29-bv009192014-5. 12228761 im VD 18..
- Joh. Daniel Gohls, M.D. Physici des Ober-Barnimischen Crayses etc. Compendium oder kurze Einleitung zur Praxi, dadurch einem angehenden Chirurgo ein sichern Weg angewiesen wird, wie er die äusserlichen Krankheiten erkennen, von einander wohl unterscheiden, davon behutsam urtheilen, und sie glücklich curiren möge. Nebst einer Vorrede von den Eigenschaften eines guten Chirurgi kürzlich entworfen von Herrn D. Christoph Jacob Treu. Dritte, vielvermehrte  Auflage. Adam Jonathan Felßeckers seel. Erben, Nürnberg 1758, urn:nbn:de:bsz:14-db-id4143192066. 1054738X im VD 18.